# Pud (Einheit)
Pud war ein russisches Gewichtsmaß. 
- 1 Pud = 40 Pfund (russisch) = 16,38 Kilogramm
- 10 Pud = 1 Berkowetz/Berkowitz (Schiffspfund) = 1 Seipud

Unterschiedlich war die Anzahl von Pud auf eine Last. Die Ware war bestimmend.
Beispiele:
- 1 Last = 60 Pud Hanffaser, Flachsfaser, Pferdehaare
- 1 Last = 70 Pud Elenhäute
- 1 Last = 80 Pud Garn, Anis, Kümmel
- 1 Last = 88 Pud Juchten
- 1 Last = 100 Pud Wachs, Seife, Geigenharz
- 1 Last = 120 Pud Pottasche, Öl, Talg, Borsten, Kaviar, Eisen

Bei Getreide rechnete man 8 bis 10 Pud und bei Mehl brauchte man 9 1⁄3 Pud für ein Kuhl oder Sack.